# Instituto Royan
El Instituto Royan de Biomedicina Reproductiva, Biología de Células Madre y Tecnología (en persa: پژوهشگاه رویان‎) es un centro de investigación biomédica líder de Irán  involucrado en la tecnología de células madre y la medicina regenerativa.
Royan fue establecido en 1991 por Saeid Kazemi Ashtiani, que también fue el primer director. El instituto ha tenido una estrecha colaboración con otros centros de investigación líderes iraníes como el Instituto de Bioquímica y Biofísica (IBB), el Centro Internacional de Ingeniería Genética y Biotecnología y el Centro de Trasplante de Médula Ósea en el hospital Shariati de Teherán. La producción académica ha aumentado rápidamente, a partir de dos artículos de revistas en 1996 a 67 en 2005, incluyendo 24 publicaciones en revistas internacionales.
Royan es un centro líder en investigación de células madre, e Irán tiene algunas de las leyes más liberales sobre la investigación con células madre en el mundo. El instituto fundó un Departamento de Células Madre en 2002 para establecer líneas de células madre embrionarias, células madre pluripotentes inducidas (IPSC) y para estudiar la diferenciación en diferentes tipos de células, incluyendo el músculo cardíaco (miocardio), célula beta, y célula neuronal. Los investigadores afirmaron un nacimiento vivo de una oveja clonada en 2006, invitando a observadores extranjeros para verificar la afirmación.
Royan publica el Diario Yakhteh con un estimado factor de impacto de 0.208.